# Mieux vaut faire l'amour
Pour plus de détails, voir Fiche technique et Distribution.
Mieux vaut faire l'amour (titre original : Susanne – die Wirtin von der Lahn, "Suzanne, l'aubergiste de la Lahn") est un film hongro-italo-autrichien réalisé par Franz Antel, sorti en 1967.

## Synopsis
Dans le royaume de Westphalie, occupé par l'armée de Napoléon, une vieille ivrogne lègue peu de temps avant sa mort son auberge à la comédienne Susanne, pour ne pas la laisser à son rival Goppelmann. Elle y fait bientôt jouer sa troupe. Goppelmann, vexé, discrédite l'auberge. Bientôt une chanson satirique donne une réputation à l'établissement au-delà du royaume.
Ce sont surtout les étudiants qui chantent la chanson. Susanne réussit à mettre eux et leur meneur Anselmo de son côté en leur permettant à l'auberge d'imprimer clandestinement de la propagande contre les forces d'occupation françaises. Son collègue Ferdinand, qui est entré dans l'armée, travaille avec elle comme un informateur fiable.
On apprend ainsi que, par ordre du gouverneur de Giessen, une commission mène une répression contre la presse clandestine. Dans l'auberge, ses hommes ne trouvent que des filles ravissantes. Maintenant le gouverneur est convaincu que l'auberge héberge uniquement des filles volontiers légères (et leurs visiteurs). Il se présente en personne, pour en avoir pour son argent. Il parvient à se libérer de la situation pénible dans laquelle il s'est mis en renonçant à l'exécution de la peine de mort d'Anselmo.

## Fiche technique
- Titre : Mieux vaut faire l'amour
- Titre original: Susanne – die Wirtin von der Lahn
- Réalisation : Franz Antel (sous le pseudonyme de François Legrand) assisté d'Otto Stenzel
- Scénario : Kurt Nachmann
- Musique : Gianni Ferrio, Johannes Fehring
- Direction artistique : Herta Hareiter
- Photographie : Siegfried Hold
- Montage : Enzo Micarelli
- Production : Franz Antel
- Sociétés de production : Neue Delta Filmproduktion, Hungarofilm, Aico Film
- Société de distribution : Constantin Film
- Pays d'origine :  Autriche,  Hongrie,  Italie
- Langue : allemand
- Format : couleur - 2,35:1 - Mono - 35 mm
- Genre : Comédie érotique
- Durée : 90 minutes
- Dates de sortie :
  -  Autriche : 22 décembre 1967.
  -  Allemagne : 16 janvier 1968.
  -  Finlande : 16 août 1968.
  -  France : 6 novembre 1968[1].

## Distribution
- Teri Tordai (hu) : Susanne
- Mike Marshall: Anselmo
- Harald Leipnitz: Ferdinand
- Jacques Herlin: Le gouverneur Dulce
- Hannelore Auer: Sophie
- Oskar Sima: Goppelmann
- Pascale Petit: Caroline
- Gunther Philipp: Wendich
- Franz Muxeneder: Pumpernickel
- Judith Dornys: Dorine
- Ljuba Welitsch: La vieille ivrogne
- Raoul Retzer: Un sergent
- Claus Ringer (de): Roderich

## Histoire
Le producteur et réalisateur Franz Antel a l'idée d'une comédie en apprenant l'histoire de l'auberge de la Lahn (de) et la vieille chanson (de) qui l'a rendue célèbre.
Son partenaire hongrois pose une condition à sa participation, l'embauche de Teri Tordai alors que le rôle principal était destinée à Mylène Demongeot.
Le film a eu un si grand succès qu'il initiera une série de cinq autres films :
- Oui à l'amour, non à la guerre (1968)[2]
- L'Auberge des plaisirs (1969)[3]
- Suzanne joue de la trompette (de) (1970)[4]
- Ma nièce est plus forte en amour (de) (1970)[5]
- Frau Wirtins tolle Töchterlein (1973).

## Source de la traduction
- (de) Cet article est partiellement ou en totalité issu de l’article de Wikipédia en allemand intitulé « Die Wirtin von der Lahn » (voir la liste des auteurs).